# Comando per la formazione e Scuola di applicazione
Il Comando per la formazione e Scuola di applicazione (COMFORSA) dell'Esercito Italiano  gestisce la formazione (di base, avanzata e linguistica) di alcune componenti della forza armata, avendo alle proprie dipendenze la Scuola di applicazione, il Raggruppamento unità addestrative, l'Accademia militare di Modena, la Scuola sottufficiali e la Scuola lingue estere. È situato a Torino. Dipende dal Comando per la formazione, specializzazione e dottrina dell'Esercito (COMFORDOT). 

## Storia
Il 3 agosto 2009 la Scuola di applicazione e Istituto di studi militari dell'Esercito ha assunto la denominazione di "Comando delle scuole - Scuola di applicazione e Istituto di studi militari dell'Esercito", a cui sono stati assegnati tre compiti: quale comando di vertice dell'area scolastica assicurare la formazione di tutto il personale di forza armata; in veste di comando della Scuola di applicazione e Istituto di studi militari sovrintendere alla formazione di base degli ufficiali del ruolo normale, del ruolo speciale, della riserva selezionata e di quelli a nomina diretta, nonché alla formazione avanzata dei soli ufficiali del ruolo normale; infine, quale Centro Studi Post Conflict Operation, studiare e ricercare in materia di operazioni post conflittuali e formazione di personale militare e civile. Per assolvere a tali compiti il Comando venne messo a capo di tutti gli istituti di formazione di base e avanzata dell'esercito.
L'8 marzo 2010 lo stato maggiore dell'Esercito (SME) ha disposto il cambio di nome del Comando in "Scuola di applicazione e Istituto di studi militari dell'Esercito", continuando comunque a mantenere la duplice funzione di vertice d'area e istituto di formazione. In seguito ad un nuovo provvedimento dello SME datato 11 gennaio 2011, dall'11 febbraio seguente il Comando è diventato il "Comando per la formazione e Scuola di applicazione", nome che mantiene tuttora.
Dopo la costituzione del Comando per la formazione, specializzazione e dottrina dell'Esercito (COMFORDOT), avvenuta il 1º gennaio 2013 e di cui ora è parte, il Comando per la formazione e Scuola di applicazione ha perso lo status di vertice d'area, devoluto al nuovo COMFORDOT.

## Struttura
La struttura interna del Comando per la formazione e Scuola di applicazione è organizzata su vari uffici e reparti: alla segreteria particolare compete la corrispondenza e l'agenda del comandante e la cura del collegamento con i comandi superiori e quelli alle dirette dipendenze; l'ufficio amministrazione programma e dirige l'attività amministrativa ed esercita i poteri di spesa dell'Istituto in funzione dei programmi e degli obiettivi definiti dal comandante; l'ufficio del vice comandante, con alle proprie dipendenze un comando alla sede e un reparto di supporto, è responsabile del comando delle infrastrutture e del supporto logistico; il reparto corsi svolge le attività didattiche (di formazione o di specializzazione); vi è infine uno stato maggiore diviso a sua volta in sei uffici (personale, sicurezza, addestramento, logistico, affari generali, coordinamento didattico) e in una sezione PPB (centro di programmazione in materia finanziaria).
Per quello che riguarda i reparti dipendenti, il Comando per la formazione e Scuola di applicazione ha alle proprie dipendenze:
- Accademia militare di Modena
- Scuola di applicazione di Torino
- Scuola lingue estere, Perugia
- Scuola sottufficiali, Viterbo
- Raggruppamento unità addestrative, Capua

Il Comando per la formazione e Scuola di Applicazione, sovrintende anche al Centro Studi Post Conflict Operation (in stessa sede della Scuola di applicazione).

## Descrizione araldica dello stemma
Lo stemma del Comando per la formazione e Scuola di applicazione è uno scudo sannitico con bordo dorato, su sfondo azzurro trinciato a filetto d'oro, nel primo è rappresentata la fiaccola, simbolo del sapere militare; nel secondo, lo stemma araldico dell'Esercito Italiano, a significare la formazione comune rivolta a tutto il personale indipendentemente dall'arma e della specialità di assegnazione.

## Cronotassi dei comandanti
Dati tratti dal sito ufficiale.
Ispettorato delle scuole dell'Esercito
- Tenente generale Antonio Tobaldo (2001-2001)

Ispettorato delle scuole e delle armi dell'Esercito
- Tenente generale Antonio Tobaldo (2001-2002)
- Generale di corpo d'armata Ferruccio Boriero (2002-2005)

Ispettorato per la formazione e la specializzazione dell'Esercito
- Generale di corpo d'armata Gaetano Romeo (2005-2006)

Comando delle scuole dell'Esercito
- Generale di corpo d'armata Gaetano Romeo (2006-2007)
- Generale di corpo d'armata Angelo Dello Monaco (2007-2009)
- Generale di corpo d'armata Giuseppe Maggi (2009-2010)

Scuola di applicazione e Istituto di studi militari dell'Esercito
- Generale di corpo d'armata Giuseppe Maggi (2010-2010)
- Generale di corpo d'armata Giuseppe E. Gay (2010-2011)

Comando per la formazione e Scuola di applicazione dell'Esercito
- Generale di corpo d'armata Giuseppe E. Gay (2011-2012)
- Generale di corpo d'armata Alessandro Montuori (2013-2014)
- Generale di corpo d'armata Paolo Ruggiero (2014-2015)
- Generale di corpo d'armata Claudio Berto  (2015-2017)
- Generale di corpo d'armata Pietro Serino  (2017-2018)
- Generale di corpo d'armata Giovanni Fungo (2018)
- Generale di divisione Salvatore Cuoci (2018-2021)
- Generale di divisione Mauro D'Ubaldi (2021-2023)
- Generale di Divisione Stefano Mannino (dal 5 maggio 2023)